# Juan Carlos Gómez Díaz
Juan Carlos Gómez Díaz (Córdoba, 6 de abril de 1973), conocido como Juan Carlos, es un exfutbolista y entrenador español que ocupaba la posición de delantero. 

## Trayectoria

### Como jugador
Tras destacar en equipos de categorías regionales  , en 1991 entra en las filas del Córdoba CF, primero en el filial y posteriormente en el equipo A. Su progresión llama la atención de los equipos más grandes, y en 1993 es fichado por el Atlético de Madrid. Durante la temporada 93/94 milita en el filial, y al año siguiente es cedido al Atlético Marbella, en Segunda División, donde marca 11 goles en 30 partidos.
A partir del verano de 1995 pasa a formar parte del plantel colchonero, pero nunca dejó de ser suplente en los dos años que permaneció. Jugó 33 encuentros (8 de titular) y marcó 5 goles. Situación similar viviría en el Real Valladolid en la temporada 97/98.
En verano de 1998 ficha por el Sevilla FC. En el conjunto andaluz pasa su mejor época. Es titular en las dos campañas que milita. En la 98/99, en Segunda, marca 13 goles, y en la siguiente, de nuevo en primera, marca 12 más. Esto le serviría para ser repescado por el Atlético de Madrid, en el que una vez más fue suplente.
El delantero recala después en el Getafe (02/03) y en el Elche (03/04), donde tampoco alcanza la condición de titular. A partir de entonces ha jugado en equipos de divisiones inferiores, como el Lucena Club de Fútbol.
Cuando termina su carrera, entrena a filiales y para la 15/16 ficha por el Écija Balompié. En el verano de 2020 se confirma su fichaje como técnico del Vélez Club de Fútbol para la temporada 2020-21. En el verano de 2021 se confirma su fichaje por el CD Don Benito para la temporada 2021-22.

### Como entrenador
En 2012 comenzó su trayectoria como entrenador dirigiendo al CD Ciudad Jardín de Córdoba al que dirigiría en la Primera División Andaluza.
En la temporada 2014-15, se hace cargo del CD Mairena antes de firmar por el Écija Balompié. Posteriormente, Juan Carlos dirigiría al Écija Balompié de la Tercera División de España desde julio de 2015 hasta el mes de enero de 2018.
En la temporada 2019-20, firma como entrenador del Xerez CD.
En la temporada 2020-21, llega al Vélez CF de la Tercera División de España, con el que se proclama campeón de grupo y asciende a la Segunda División RFEF.
El 15 de junio de 2021, firma como entrenador del CD Don Benito de la Segunda División RFEF, al que dirige hasta el 14 de diciembre de 2021, cuando es relevador por Roberto Aguirre.

## Clubes

### Como jugador
| Club                    | País   | Año         |
| ----------------------- | ------ | ----------- |
| Córdoba CF              | España | 1991 - 1993 |
| Club Deportivo Iliturgi | España | 1991 - 1992 |
| Atlético de Madrid B    | España | 1993 - 1994 |
| Atlético Marbella       | España | 1994 - 1995 |
| Atlético de Madrid      | España | 1995 - 1997 |
| Real Valladolid         | España | 1997 - 1998 |
| Sevilla FC              | España | 1998 - 2000 |
| Atlético de Madrid      | España | 2000 - 2002 |
| Getafe                  | España | 2002 - 2003 |
| Elche                   | España | 2003 - 2004 |
| Lucena CF               | España | 2006 - 2007 |

### Como entrenador
| Club             | País   | Año         |
| ---------------- | ------ | ----------- |
| CD Ciudad Jardín | España | 2012 - 2013 |
| CD Mairena       | España | 2014 - 2015 |
| Écija Balompié   | España | 2015 - 2018 |
| Xerez CD         | España | 2019 - 2020 |
| Vélez CF         | España | 2020 - 2021 |
| CD Don Benito    | España | 2021        |
| Xerez CD         | España | 2022 - 2023 |

## Estadísticas

### Como jugador
| Equipo                      | Temporada           | Liga | Liga | Copa del Rey | Copa del Rey | Competición europea | Competición europea | Total | Total | Media goleadora |
| Equipo                      | Temporada           | PJ   | Gol  | PJ           | Gol          | PJ                  | Gol                 | PJ    | Gol   | Media goleadora |
| --------------------------- | ------------------- | ---- | ---- | ------------ | ------------ | ------------------- | ------------------- | ----- | ----- | --------------- |
| Atlético Marbella · España  | 1994-1995           | 30   | 11   | 0            | 0            | 0                   | 0                   | 30    | 11    | 0,37            |
| Atlético de Madrid · España | 1995-1996           | 13   | 2    | 0            | 0            | 0                   | 0                   | 13    | 2     | 0,15            |
| Atlético de Madrid · España | 1996-1997           | 20   | 3    | 0            | 0            | 2                   | 0                   | 22    | 3     | 0,13            |
| Atlético de Madrid · España | Total               | 33   | 5    | 0            | 0            | 2                   | 0                   | 35    | 5     | 0,14            |
| Real Valladolid · España    | 1997-1998           | 9    | 2    | 0            | 0            | 4                   | 2                   | 13    | 4     | 0,31            |
| Sevilla FC · España         | 1998-1999           | 25   | 13   | 0            | 0            | 0                   | 0                   | 25    | 13    | 0,52            |
| Sevilla FC · España         | 1999-2000           | 26   | 12   | 0            | 0            | 0                   | 0                   | 26    | 12    | 0,46            |
| Sevilla FC · España         | Total               | 51   | 25   | 0            | 0            | 0                   | 0                   | 51    | 25    | 0,49            |
| Atlético de Madrid · España | 2000-2001           | 12   | 1    | 0            | 0            | 0                   | 0                   | 12    | 1     | 0,08            |
| Getafe · España             | 2002-2003           | 23   | 4    | 0            | 0            | 0                   | 0                   | 23    | 4     | 0,17            |
| Elche · España              | 2003-2004           | 7    | 1    | 0            | 0            | 0                   | 0                   | 7     | 1     | 0,14            |
| Total de su carrera         | Total de su carrera | 165  | 49   | 0            | 0            | 6                   | 2                   | 171   | 51    | 0,30            |

## Palmarés

### Como jugador
| Título        | Club               | País   | Año  |
| ------------- | ------------------ | ------ | ---- |
| Liga Española | Atlético de Madrid | España | 1996 |
| Copa del Rey  | Atlético de Madrid | España | 1996 |